# 迪伊
迪伊（英語：Dey），是鄂圖曼阿爾及利亞省和的黎波里塔尼亞省代理統治者的頭銜。在阿爾及利亞有29位代理統治者，直到法國1830年征服阿爾及利亞為止。
迪伊由當地民事，軍事和宗教領袖中選出，並從鄂圖曼帝國蘇丹處獲得高度自治權。迪伊的主要收入來源是農業人口的稅收，宗教悼念，巴巴里海盜的保護費。
迪伊也在底萬協助貝伊處理陸軍和海軍，航運、財務事務。
阿爾及利亞境內的迪伊轄區分為三個省（康斯坦丁、特里、穆阿斯凯尔），由貝伊任命。
迪伊對阿爾及利亞的統治在1830年結束，最後一位迪伊胡塞因在6月5日向法國投降。
而利比亞最後一位迪伊在1711年被一位派到的黎波里的土耳其人官員艾哈邁德·卡拉曼里消滅，並成立自己的自治王朝。

## 腳註
1. ↑  Bertarelli, L.V.  XVII. Milano: Consociazione Turistica Italiana. 1929: 203.